# CGWORLD
『CGWORLD』（シージーワールド）は、1998年6月29日に創刊された株式会社ボーンデジタル（2015年1月1日まではワークスコーポレーション）が月1回発行するコンピュータグラフィックス・映像クリエイター総合誌。正式雑誌名はCGWORLD + digital video。別名CGWORLD & digital video。CGや映像を専門にした雑誌としては国内で希少な存在である。

## 概要
業界に特化した情報や記事内容を掲載し、学生やアマチュア、プロのクリエイターに読まれている。
内容は、デジタルによるコンピューターを使った動画編集だけでなく、アナログによるカメラワークに関するテクニックや企画、演出など、映像制作に必要なノウハウ、最新製品情報、業界の動向などを掲載している。vol.271（2021年3月号、2021年2月10日発売）までは第一特集、第二特集を主軸に構成されていたが、翌月のvol.272（2021年4月号、2021年3月10日発売）より特集を一本化、一つの題材で50ページ以上を割く構成となった。
2010年には、“ワン・アンド・オンリー”をコンセプトにした情報サイトCGWORLD.jpを開設している。
2014年10月よりniconicoに「CGWORLD CHANNEL」を開設。ほぼ月一回にCGWORLDで特集する物をテーマに、関係者を招いて生放送を行なっていた。2018年の第35回「オトナのCG『VRカノジョ』メイキングSP！！」以降放送されておらず、自社サイト「CGWORLD OnlineTutorials」での連動配信などへ移行している。

## CGWORLD AWARDS
CG・VFXをはじめとする日本のデジタルコンテンツ業界で活躍した制作者・作品をCGWORLD編集部の独自視点で選出し、その中から大賞を決める賞。当該前年の12月から向こう1年間にCGWORLD誌面およびCGWORLD.jpで取り上げられた制作者・作品がノミネート対象となり、ノミネートされた作品・制作者の中から大賞と部門賞を選出する。2015年の第1回は「CGWORLD大賞」として大賞のみだったが、2016年の第2回より部門賞として各分野の作品賞と技能賞が設けられている。
- 第1回（2015年）[2]
  - 大賞：宮本浩史（東映アニメーション、『映画 Go!プリンセスプリキュア Go!Go!!豪華3本立て!!! プリキュアとレフィのワンダーナイト!』）
- 第2回（2016年）[3]
  - 大賞：デジタル・フロンティア（『アイアムアヒーロー』『DEATH NOTE Light up the NEW world』『GANTZ:O』等）
  - 作品賞（実写VFX部門）：『シン・ゴジラ』（株式会社白組 三軒茶屋スタジオ）
  - 作品賞（CGアニメーション部門）：『GANTZ:O』（株式会社デジタル・フロンティア）
  - 作品賞（ゲームグラフィックス部門）：『DARK SOULS III』（発売（日本）：株式会社フロム・ソフトウェア / 発売（海外）：株式会社バンダイナムコエンターテインメント / 開発：株式会社フロム・ソフトウェア）
  - 技能賞：Unreal Engineによるモーションキャプチャリアルタイムワークフロー「Unreal Stage」（東映株式会社ツークン研究所）
- 第3回（2017年）[4]
  - 大賞：ヤオヨロズ（『けものフレンズ』）
  - 作品賞（実写VFX部門）：『ジョジョの奇妙な冒険 ダイヤモンドは砕けない 第一章』（オー・エル・エム・デジタル）
  - 作品賞（CGアニメーション部門）：『宝石の国』（オレンジ）
  - 作品賞（ゲームグラフィックス部門）：『NieR:Automata』（発売：スクウェア・エニックス / 開発：プラチナゲームズ）
  - 技能賞：Unity（ユニティ・テクノロジーズ・ジャパン）
- 第4回（2018年）[5]
  - 大賞：NHKアート（『チコちゃんに叱られる!』）
  - 作品賞（実写VFX部門）：『いぬやしき』（デジタル・フロンティア）
  - 作品賞（CGアニメーション部門）：『映画 HUGっと!プリキュア♡ふたりはプリキュア オールスターズメモリーズ』（東映アニメーション）
  - 作品賞（リアルタイムグラフィックス部門）：『VRカノジョ』（開発・発売：イリュージョン）
  - 技能賞：VRアニメ制作ツール「AniCast」（エクシヴィ）

## ボーンデジタル
株式会社ボーンデジタル（英: Born Digital, Inc.）は、書籍・雑誌出版やウェブメディア、広告業、ソフトウェア・ハードウェア販売を主な事業とする日本の企業。

### 沿革
- 1995年6月30日 - 設立
- 1998年6月29日 - CGWORLDを創刊
- 2015年1月1日 - ワークスコーポレーションを経営統合
- 2024年3月15日 - IMAGICA GROUPからイマジカデジタルスケープ（後のデジタルスケープ）と子会社であるイマジカアロベイス・湘南ハイテク企画の全株式を譲受し完全子会社化[6]